# Tiisetso Makhubela
Tiisetso Martha Makhubela (* 24. April 1997) ist eine südafrikanische Fußballspielerin.

## Karriere

### Klub
Zur Saison 2021/22 wechselte sie vom TUT Matsatsantsa Ladies FC zum Mamelodi Sundowns Ladies FC.

### Nationalmannschaft
Mit der A-Nationalmannschaft nahm sie am Afrika-Cup 2018 teil, kam hier aber nicht zum Einsatz. Ihr erstes Spiel war dann erst beim Zypern-Cup 2019, wo sie bei einem 2:2 gegen Finnland in der Startelf stand. Danach folgte im selben Jahr im November noch ein Freundschaftsspieleinsatz gegen Japan. Danach war sie erst wieder ab 2022 bei Freundschaftsspielen dabei.
Am 23. Juni 2023 wurde sie für den finalen Kader bei der Weltmeisterschaft 2023 nominiert. Hier erhielt sie dann beim zweiten Gruppenspiel gegen Argentinien ihren ersten Einsatz, wo sie zur 54. Minute für Kholosa Biyana eingewechselt wurde.